# جوليانا عواضة
خوليانا عواضة (بالإسبانية: Juliana Awada)‏ من مواليد 3 أبريل 1974 في بوينس آيرس، هي سيدة أعمال أرجنتينية من أصل لبناني وسوري. والزوجة الثالثة لعمدة بوينس آيرس والرئيس المنتخب للأرجنتين ماوريسيو ماكري.

## الخلفية
ولدت جوليانا في 1974 بالعاصمة الأرجنتينية، وهي ابنة المهاجر اللبناني المسلم إبراهيم عواضة ابن مدينة بعلبك، وإلسا استير باكر وهي ابنة لمهاجرين سوريين مسلمين. ولها 4 أشقاء هما زريدة ودانيال وليلى والممثل الأرجنتيني الشهير أليخاندرو عواضة [الإنجليزية].
تتقن جوليانا اللغة الإسبانية والإنجليزية والفرنسية والعربية. شاركت جوليانا عواضة أعمال والدها الناشط منذ ستينيات القرن الماضي في صناعة المنسوجات بالأرجنتين. وخلال إحدى المقابلات، التي اجريت معها في أبريل 2012 قالت ان والدها مسلم «ليبرالي» وأن إحدى شقيقتيها تزوجت من مسيحي في الكنيسة من دون معارضة والدها. أما شقيقتها الثانية فمتزوجة من يهودي «ليبرالي».